# Keys to Ascension 2
Keys to Ascension 2 es el quinto álbum en directo de la banda británica de rock progresivo Yes, lanzado en 1997.
El disco es la secuela de Keys to Ascension, del año anterior, una vez más publicado por Essential Records, y una vez más lanzado como CD doble, incluyendo algunos nuevos temas de estudio que acompañan al grueso del material en vivo, del mismo modo, el artista Roger Dean se hizo cargo del material gráfico integral del álbum.

## Lista de canciones

### Disco 1
1. I've Seen All Good People – 7:15
  1. Your Move (Anderson)
  2. All Good People (Squire)
2. Going for the One (Anderson) – 4:59
3. Time and a Word (Anderson, David Foster) – 6:23
4. Close to the Edge (Anderson, Howe) – 19:41
  1. The Solid Time of Change
  2. Total Mass Retain
  3. I Get Up I Get Down
  4. Seasons of Man
5. Turn of the Century (Anderson, Howe, White) – 7:55
6. And You And I (Anderson, Bruford, Howe, Squire) – 10:50
  1. Cord of Life
  2. Eclipse (Anderson, Bruford, Howe)
  3. The Preacher the Teacher
  4. Apocalypse

### Disco 2
1. Mind Drive (Anderson, Howe, Squire, Wakeman, White) – 18:37
2. Foot Prints (Anderson, Howe, Squire, White) – 9:07
3. Bring Me to the Power (Anderson, Howe) – 7:23
4. Children of Light – 6:03
  1. Children of Light (Anderson, Squire, Vangelis)
  2. Lifeline (Howe, Wakeman)
5. Sign Language (Howe, Wakeman) – 3:28

## Personal
- Jon Anderson -voz
- Steve Howe -guitarra, coros
- Chris Squire -bajo, coros
- Rick Wakeman -teclados
- Alan White -batería